# 9 × 23 мм Ларго
9×23 мм Ларго — патрон центрального воспламенения, созданный в 1901 году для использования в пистолете Bergmann-Bayard. Имея дульную энергию в 520 Дж, на момент создания считался мощным патроном. Обозначение Ларго в названии патрона в переводе с испанского обозначает «длинный».
Изначально боеприпас образца 1903 года был принят на вооружение в Испании, а потом в Дании и Бельгии.
После доработки изначального варианта патрона он стал одним из самых известных боеприпасов (наряду с 9×19 мм) и получил обозначение 9×23 мм. Известен и под такими обозначениями, как: XCR 09 023 CGC 020, SAA 5105A, SAA 5105, DWM 456C, DWM 456B, 9mm Danische Pistolenpatrone, 9 Bergmann 1921, 9mm Astra 1921, 9 mm Bergmann 1910, 9 mm pro samonabijeci pistoli Star, 9 mm dansky pistolovy, 9mm Campo-Giro, 9 mm Bergmann-Bayard, 9 mm Bayard, 9 Largo.